# Tyrannosaurinae
De Tyrannosaurinae vormen een onderverdeling van de Tyrannosauridae, een groep uit de theropoden, vleesetende dinosauriërs.
Een onderfamilie Tyrannosaurinae werd impliciet benoemd in 1906 door Osborn. De eersten die de naam werkelijk gebruikten waren Matthew en Brown in 1922.
De eerste definitie als klade werd gegeven door Paul Sereno in 1998: de groep bestaande uit alle soorten nauwer verwant aan Tyrannosaurus dan aan Albertosaurus, Daspletosaurus of Gorgosaurus.
In 2001 gaf Thomas Holtz echter een afwijkende definitie: alle vormen nauwer verwant aan Tyrannosaurus dan aan Aublysodon; een weinig gelukkige keuze: het doel was Albertosaurus juist in te sluiten maar de inhoud van het begrip sensu Holtz 2001 is juist nihil daar Aublysodon vermoedelijk een synoniem is van Tyrannosaurus! In 2003 gebruikte Phil Currie daarom Albertosaurus als (enige) uitgesloten soort. In 2004 sloot Holtz zich in zijn bijdrage aan The Dinosauria daarbij aan en gaf een overeenkomende definitie met soortaanduidingen: de groep bestaande uit Tyrannosaurus rex en alle soorten nauwer verwant aan Tyrannosaurus dan aan Albertosaurus sarcophagus.
In 2005 gaf Sereno een overeenkomende definitie die voor de zekerheid ook Gorgosaurus nog uitsloot.
De groep bestond uit reusachtige toppredatoren uit het eind van het Krijt in Noord-Amerika en Azië. Hoogstvermoedelijk behoren behalve T. rex ook Daspletosaurus en Tarbosaurus tot deze groep.